# 4450 Pan
Pan (asteroide 4450, com a designação provisória 1987 SY) é um asteroide cruzador de Marte. Possui uma excentricidade de .5867719051151268 e uma inclinação de 5.5198º.
Este asteroide foi descoberto no dia 25 de setembro de 1987 por Carolyn Shoemaker no Observatório Palomar.
Este asteroide recebeu este nome em homenagem ao deus Pã da mitologia grega.